# Jacques Liebart
Jacques Liébart, chevalier, seigneur de Schardau, de Halewynsackere et de Sommaing (né le 29 septembre 1535 à Tournai et mort le 12 novembre 1621 à Malines) est un juriste des Pays-Bas méridionaux.

## Biographie
Jacques Liebart est le fils de Nicolas Liebart, seigneur de Pillerie, conseiller du roi et des échevins de Tournai, et de Madeleine de Cambry. Son nom de famille est également donné comme Liebaert, Libaert et Lybaert, son prénom comme Jacobus.
Après avoir suivi ses études de droit, il est nommé au Conseil des Flandres vers 1580. Le 23 décembre 1585, il succède à Willem Criep comme conseiller au Grand conseil des Pays-Bas à Malines. Après avoir également obtenu le poste de pétitionnaire, il retourne au Conseil des Flandres en 1598 pour en prendre la présidence. Le 29 janvier 1605, alors qu'il avait près de soixante-dix ans, il est nommé président du Grand Conseil, en remplacement d'Igram van Achelen. Jusqu'à sa mort en 1621, il était le plus haut magistrat des Pays-Bas espagnols.
Le tombeau de Liebart a été trouvé dans la cathédrale Saint-Rombaut de Malines. Le texte sur la pierre tombale manquante a été écrit, entre autres, par Genard. Selon le registre des funérailles, Liebart n'a été enterré que le 16 décembre 1621. Il est enterré avec son épouse, Louise de l'Espinée († 4 janvier 1621), et avec son fils Jan Baptist († 1627).